# Anton Vovk
Anton Vovk, slovenski nadškof in Božji služabnik * 19. maj 1900, Vrba, † 7. julij 1963, Ljubljana.

## Življenjepis
Anton Vovk se je rodil v Vrbi na Gorenjskem, v isti hiši kot 100 let prej pesnik France Prešeren. Anton je bil Prešernov pranečak, saj je bila njegova stara mati Marija Vovk (Mina) Francetova sestra. Oče Jožef in mati Marija, rojena Debelak, sta umrla v njegovi rani mladosti. Dva razreda osnovne šole je naredil v Breznici, druge v Kranju, kjer je obiskoval tudi gimnazijo. Leta 1917 je vstopil v malo semenišče v Škofovih zavodih v Šentvidu, pozneje pa v ljubljansko semenišče; 29. junija leta 1923 je bil posvečen v duhovnika. Kot kaplan je služboval v Metliki in v Tržiču, kjer je leta 1928 postal župnik. Leta 1940 je bil imenovan za škofijskega svetnika in ljubljanskega stolnega kanonika z namenom, da s časom prevzame mesto rektorja novega  Baragovega semenišča. Od začetka okupacije je kot predsednik škofijskega odbora, ustanovljenega v ta namen, pomagal duhovnikom beguncem, ki so se zatekli v Ljubljansko pokrajino iz nemškega okupacijskega območja. Leta 1944 je postal rektor bogoslovnega semenišča. 
Anton Vovk je kot generalni vikar junija leta 1945 zaradi aretacije generalnega vikarja Ignacija Nadraha prevzel vodstvo ljubljanske škofije. Leta 1946 je bil imenovan za ljubljanskega pomožnega škofa in 1. decembra posvečen v škofa, 17. septembra 1950 imenovan za apostolskega administratorja ljubljanske škofije s pravicami rezidencialnega škofa. Od leta 1951 do 1961 je upravljal tudi slovenski del reške in v od leta 1951 do 1955 slovenski del tržaško-koprske škofije. Po smrti (formalno še zmeraj rezidencialnega oz. rednega) škofa Rožmana v ZDA je bil Vovk 26. novembra 1959 imenovan za ljubljanskega škofa - ordinarija. Papež Janez XXIII. je ljubljansko škofijo 22. decembra leta 1961 povzdignil v nadškofijo in tako je bil Vovk z istim odlokom imenovan za ljubljanskega nadškofa. Slovel je kot dober govornik in bil splošno priljubljen kot ljudski škof.
Komunistična oblast ga je psihično (nočna zasliševanja) in fizično trpinčila, čeprav med vojno ni sodeloval z okupatorji in je bil narodno zaveden. Vztrajno si je prizadeval, da bi oblast spoštovala ustavni položaj Cerkve ter opustila preganjanje in prizadevanje krivic. Pod vplivom politične propagande so nadškofa 20. januarja 1952 na Železniški postaji Novo mesto polili z bencinom in ga zažgali, zdravniško oskrbo pa so mu omogočili šele po povratku v Ljubljano čez več ur. Preživel je hudo poškodovan, posledice je čutil do konca življenja. Avgust Mežnaršič, edini, ki so mu za dejanje sodili, je bil obsojen na deset dni zapora pogojno za eno leto. Storilec Jakič iz Škofje loke je bil znan, a ga je UDBA prikrila, namigovali so na krivdo škofovega spremljevalca Franca Čampe.
13. maja 1999 je bil izdan škofijski odlok o začetku postopka za njegovo beatifikacijo. S tem je nadškof Vovk dobil naziv Božji služabnik, leta 2007 pa je bilo gradivo predano kongregaciji za zadeve svetnikov v Vatikanu. Leta 2003 so pri založbi Družina izšli njegovi dnevniški zapiski iz povojnih let (1945–53) z naslovom V spomin in opomin.

## FilmGoreči škof
Nadškofija Ljubljana je leta 2017 izdala dokumentarni film o škofu Vovku z naslovom Goreči škof. Ustvarjalci filma so k sodelovanju povabili različne strokovnjake, ki so opisali čas in razmere v katerih je škof Vovk deloval, hkrati pa v filmu nastopijo tudi ljudje, ki so škofa poznali in podelijo svoje spomine nanj. Režiser filma je David Sipoš, scenarij za film pa je napisal Rok Andres. Osrednji motiv filma, ki sicer predstavi škofovo delovanje, je ravno zažig, ki se je zgodil leta 1952 v Novem mestu.